# Aqui d'El Rei! (jornal)

Aqui d’El Rei!...  foi um jornal panfletário publicado quinzenalmente em Lisboa por uma curto período de 3 meses (Fevereiro a Abril de 1914), totalizando 5 números. Qualificado de "orgão onde, pela primeira vez, se sistematizou a doutrina do Integralismo Lusitano", deve a sua existência à dedicação apaixonada de  João do Amaral (ele próprio autor, editor
e proprietário), que aqui  assume explicitamente as suas convicções monárquicas antiparlamentaristas.